# Lehtoniemi (ö, Kemijärvi)
För verkstadsföretaget och varvet Lehtoniemi, se Lehtoniemi (företag)
Lehtoniemi är en ö i Finland. Den ligger i sjön Kemi träsk och i kommunen Kemijärvi i den ekonomiska regionen  Östra Lapplands ekonomiska region  och landskapet Lappland, i den norra delen av landet, 700 km norr om huvudstaden Helsingfors. Öns area är 3,7 hektar och dess största längd är 270 meter i öst-västlig riktning.